# Hernyótalpas lépcsőnjáró
A hernyótalpas lépcsőnjáró egy mobil akadálymentesítő eszköz, mely fogazott gumihevederének segítségével képes a lépcső éleibe kapaszkodni, és a hozzá csatlakoztatott kerekesszéket a lépcsőn szállítani. Akár több kerekesszék is csatlakoztatható hozzá. Teherbírása 130 kg. Akkumulátoros hajtású. Használatához egy segítőre van szükség, aki elvégzi a csatlakoztatást, és a gép kezelőgombjaival a lépcsőn lefelé vagy felfelé irányítja. Két részre bontható, így egy autó csomagtartójában is elfér, oda szállítható, ahol szükség van rá.
A gép haladását egy lépcsőfokokba kapcsolódó fogazott heveder biztosítja. Ha ennek irányát megváltoztatjuk, akkor megváltozik a mozgás iránya is. Felfelé haladás közben a segítőnek fel kell hátrálnia a lépcsőn. Sokat kell gyakorolni a szakszerű használatához, és rá kell jönni az apró trükkökre. A célt elérve a kerekesszék leválasztandó.